# جوزيف تيمتشينكو
جوزيف أندريوفيتش تيمتشينكو (1852-1924)، مخترعٌ وميكانيكيٌ أوكراني، اخترع نوعًا من كاميرات الأفلام.
سمّي أحد شوارع مدينة أوديسا في أوكرانيا على شرفه في عام 2016. 